# Petras Šakalinis
Petras Šakalinis (*  18. August 1948 in Kazarieza, Rajongemeinde Molėtai; † 11. März 2007) war ein litauischer Politiker und Gewerkschafter.

## Leben
Er lernte in Kulionys und Suginčiai. Ab 1967 lernte er an der polytechnischen Schule Vilnius und wurde Schlosser der Kontrolmessgeräte und der Automatik.
Von 1970 bis 1972 arbeitete er bei Lietuvos standartų komitetas als Labor-Ingenieur, von 1972 bis 1974 im Betrieb „Matas“, von 1974 bis 1977 bei Lietuvos kino studija, von 1977 bis 1982 bei Vilniaus kuro aparatūros gamykla, von 1982 bis 1984 in Santariškės, von 1984 bis 1991 im Betrieb „Banga“ als Elektriker.  Von 1996 bis 2000 war er Mitglied des Seimas.
Ab 1988 war er Mitglied von Sąjūdis,
1990–1993 Leiter von Lietuvos darbininkų sąjunga,  1991–1996 Direktor der Kammer von Republikgewerkschaften, 1993 Vizepräsident von Lietuvos darbininkų sąjunga, ab 1993 Mitglied der Tėvynės sąjunga.